# Shōtarō Akiyama
Shōtarō Akiyama (jap. 秋山 庄太郎 Akiyama Shōtarō; ur. 8 czerwca 1920 w Tokio zm. 16 stycznia 2003 tamże) – znany japoński fotograf.
16 stycznia 2003 roku podczas ceremonii wręczenia nagród w Chūō  doznał zawału serca, po czym został przewieziony do szpitala, gdzie zmarł.

## Galeria
Niektóre z kolekcji fotografii wykonanych przez Shōtarō Akiyame

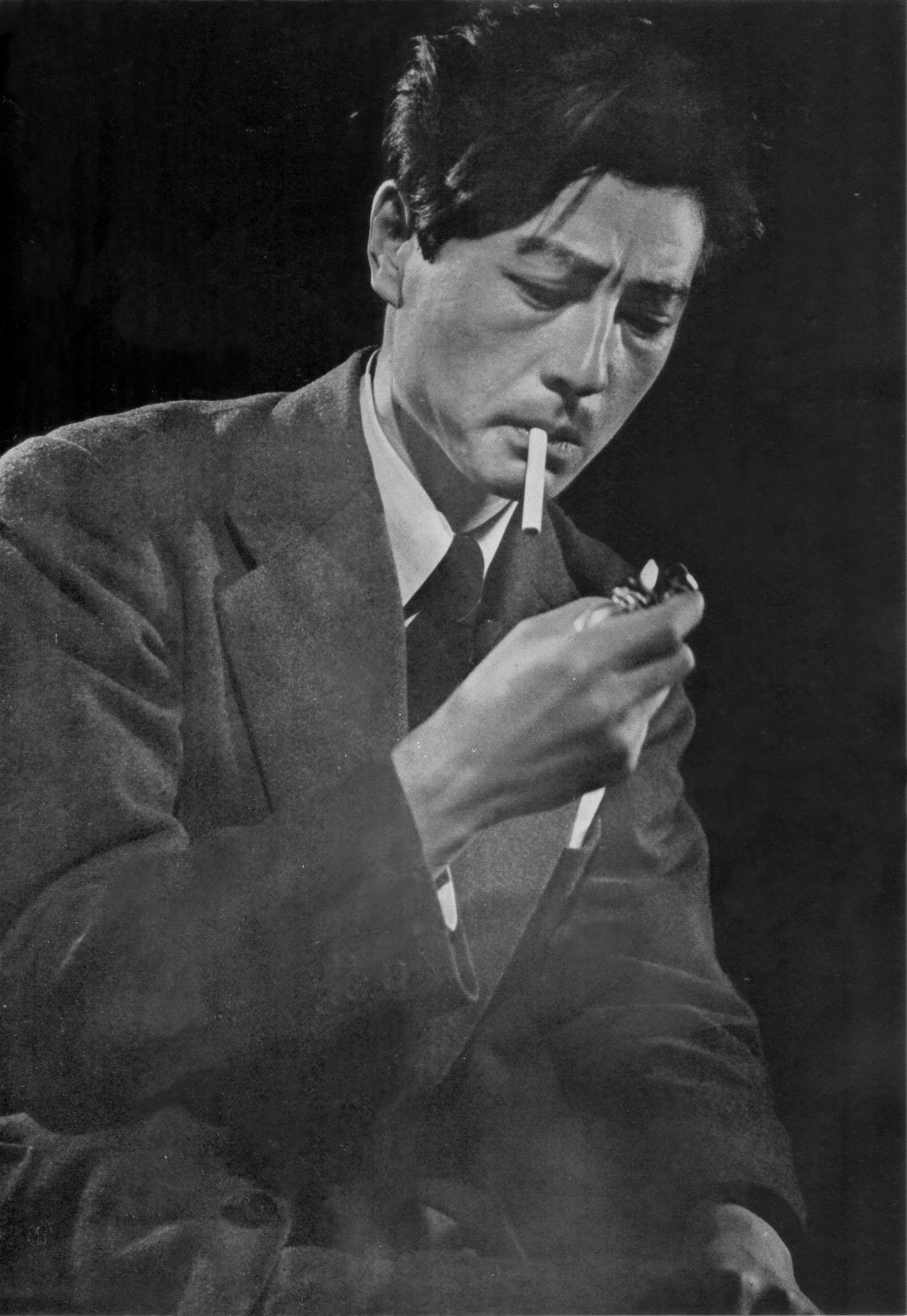
Ryō Ikebe (1949)
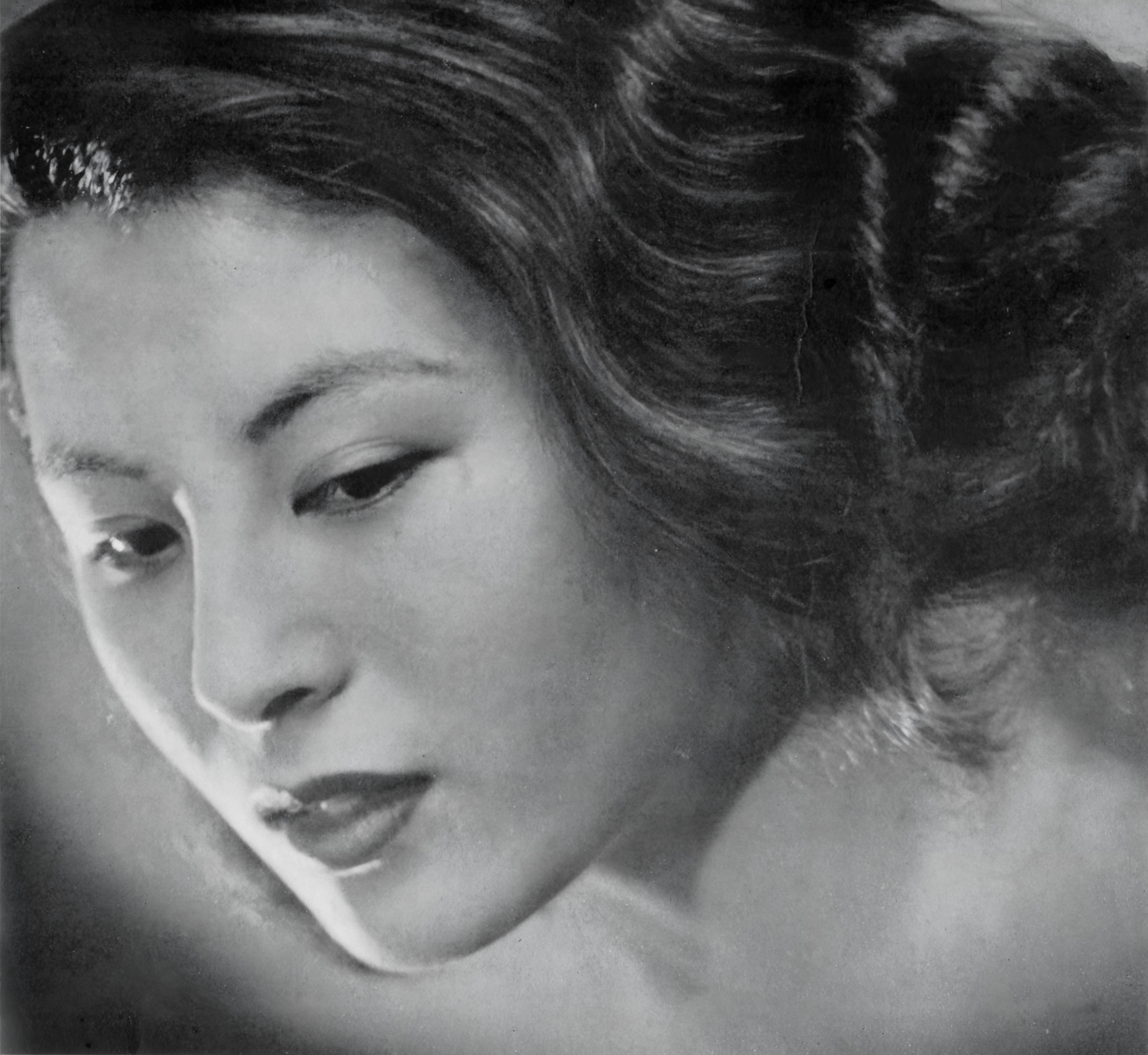
Yoshiko Kuga (1950)
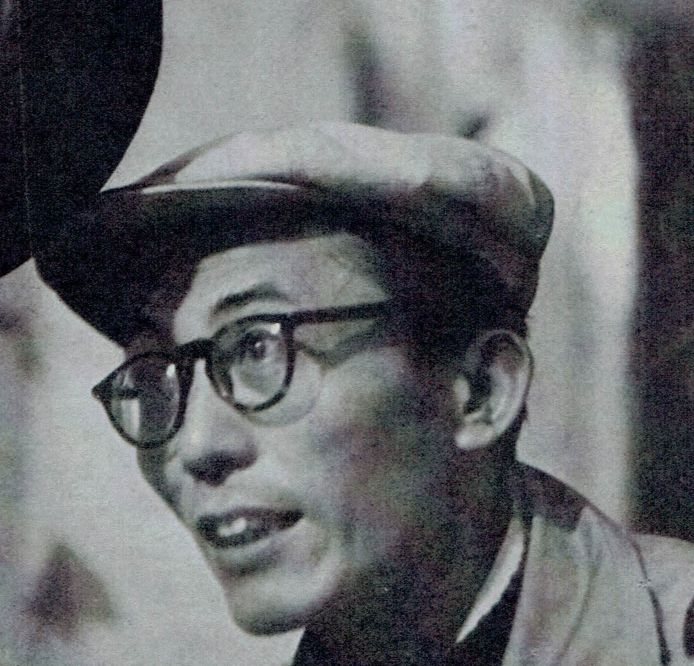
Hideo Ōba (1953)
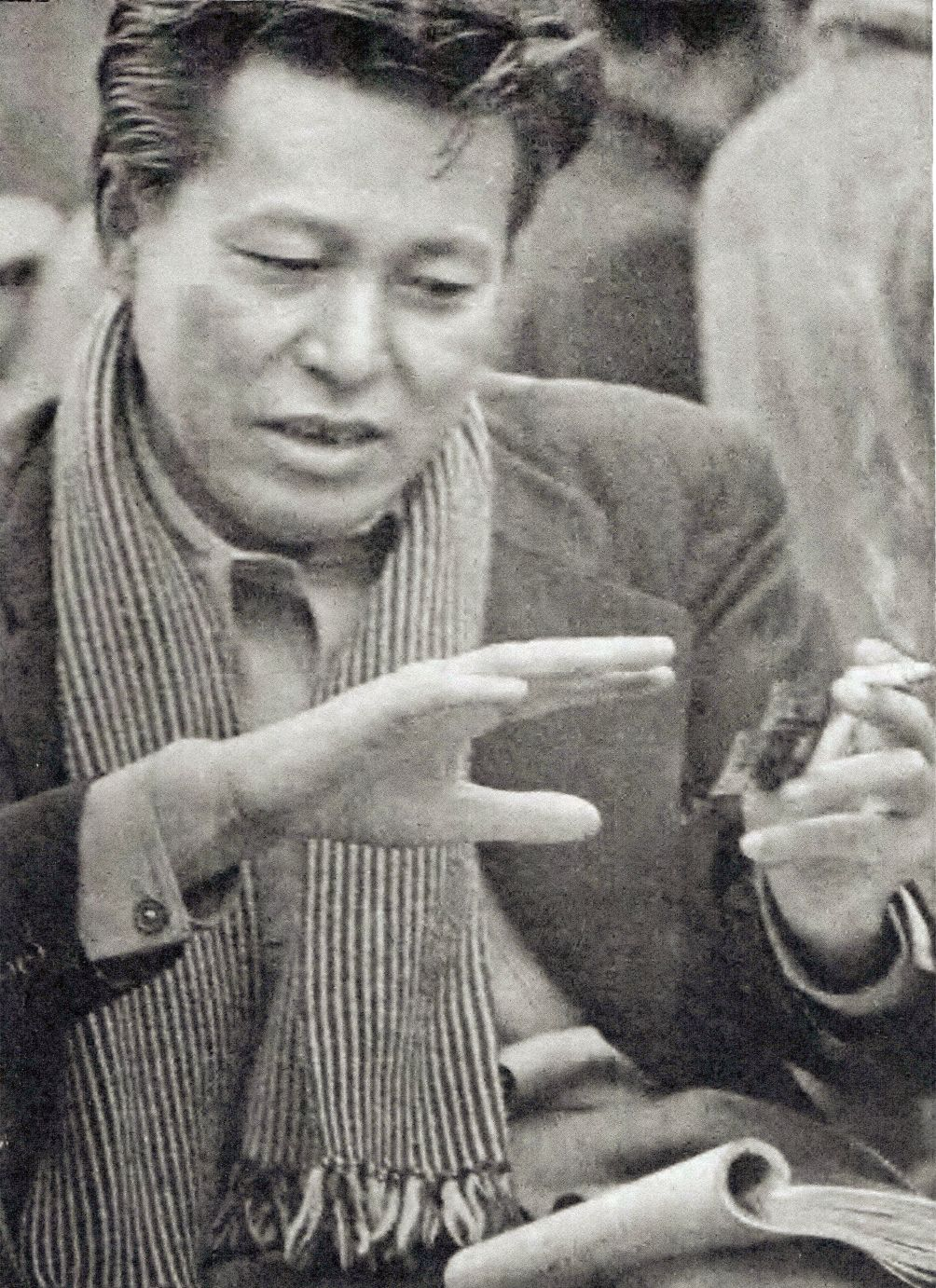
Tadashi Imai (1953)
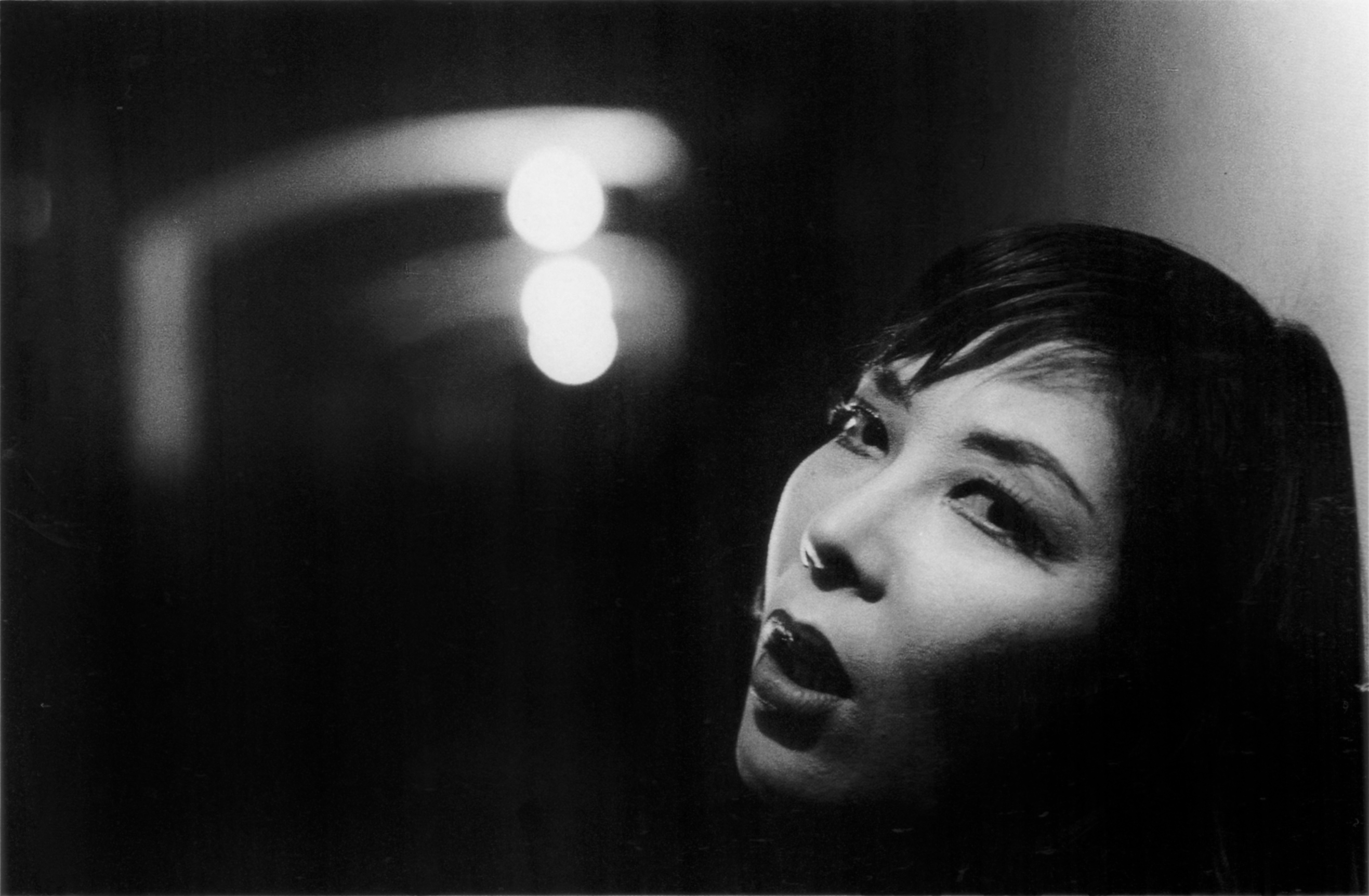
Fubuki Koshiji (1953)
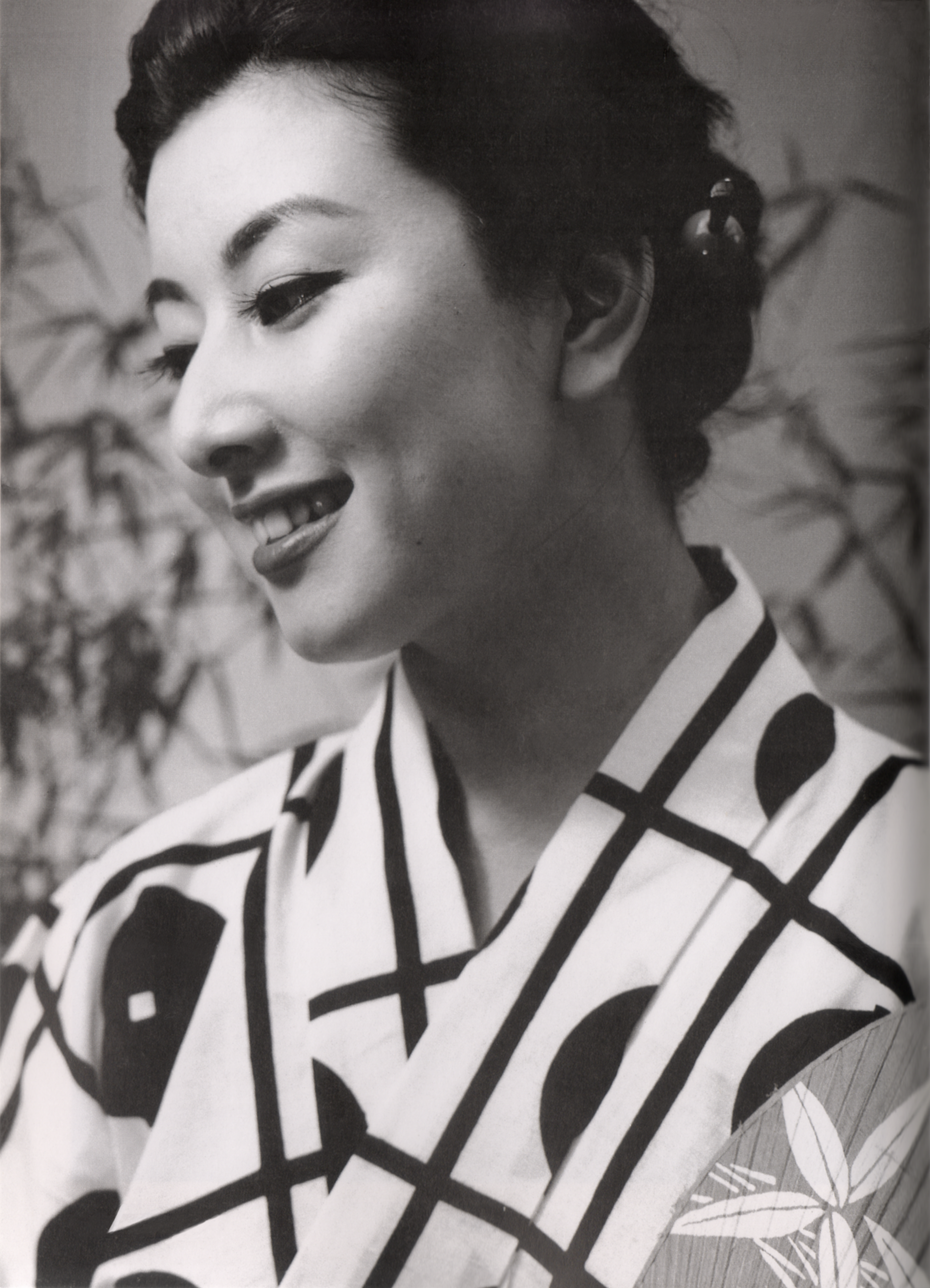
Fujiko Yamamoto(1955)
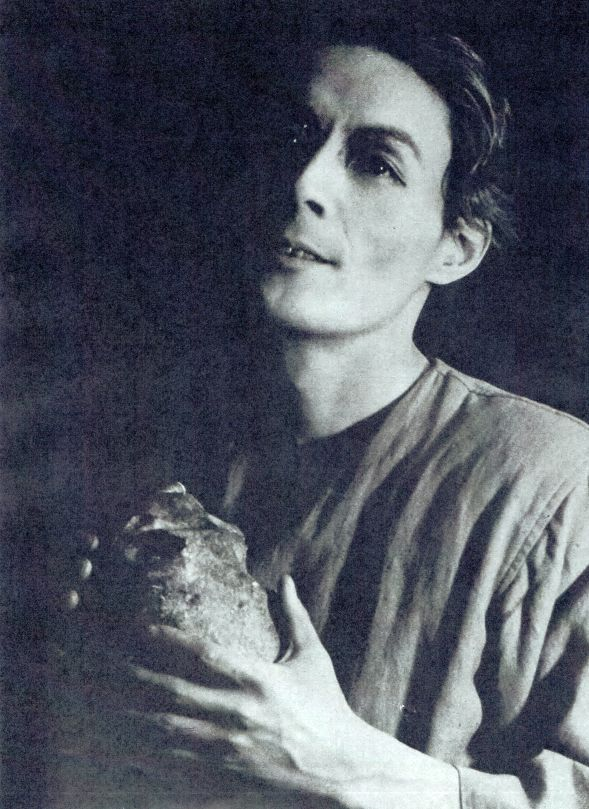
Hiroshi Akutagawa (1955)
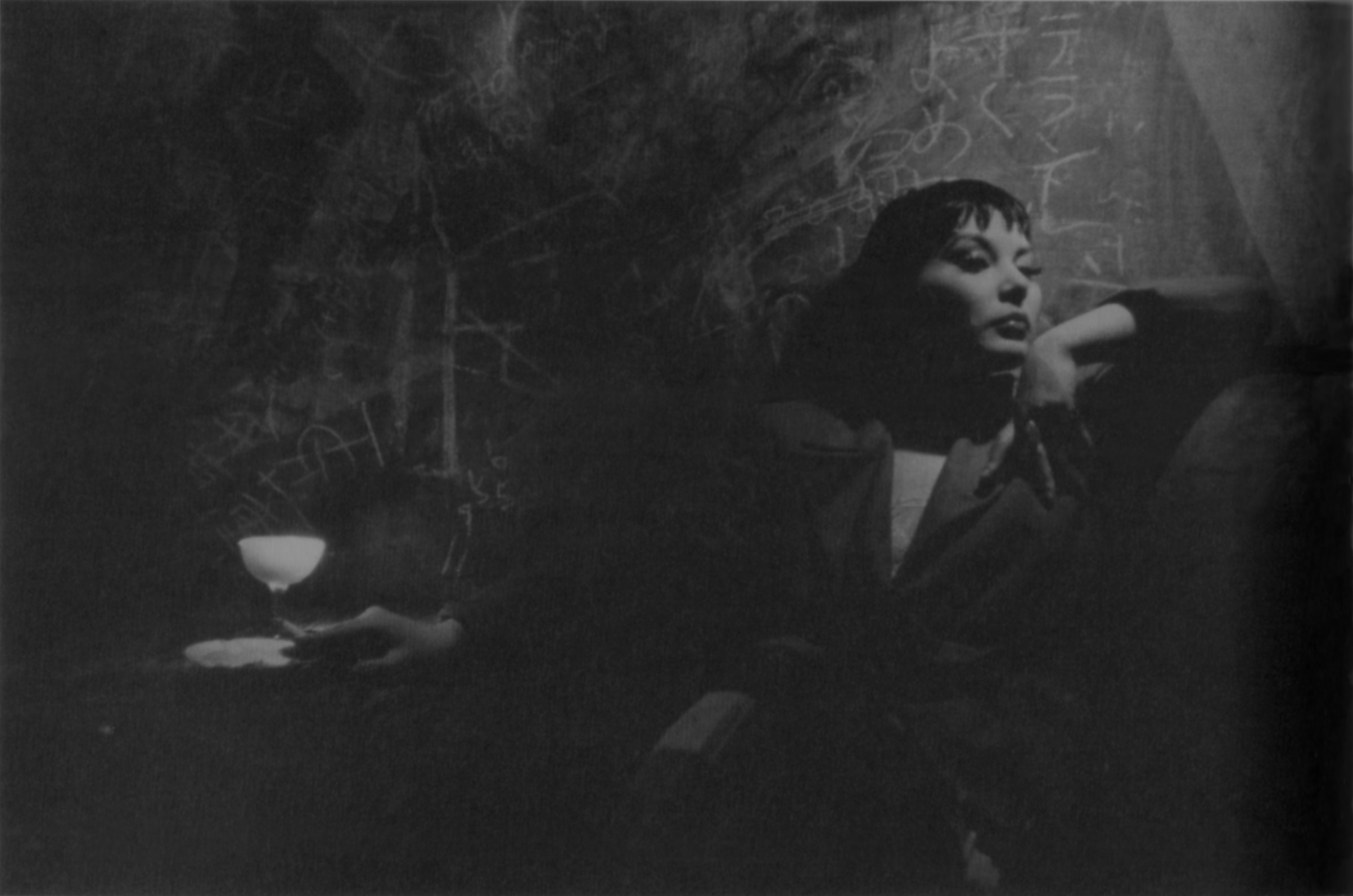
Gypsy Rose (1956)